# FC Stockholm Internazionale
O FC Stockholm Internazionale, abreviação de Fotbollsclub Stockholm Internazionale, é um clube de futebol sueco, com sede na cidade de Estocolmo. 
O clube foi fundado em 22 de Outubro de 2010. Tem como arena compartilhada Estádio Olímpico de Estocolmo, mais conhecido na Suécia como Stockholms Stadion.
O clube conseguiu ser o time da Suécia com mais jogos consecutivos sem perder, com um total de 55 jogos sem perder entre 2011-2013.  Atualmente o clube está na Divisão 1 do Norte. 

## Elenco
Elenco atual de 19 de Janeiro de 2023

## Ligações Internas
- Website do clube